# Eugenia Charles
Pour les articles homonymes, voir Charles.
 (juillet 2021).
Si vous disposez d'ouvrages ou d'articles de référence ou si vous connaissez des sites web de qualité traitant du thème abordé ici, merci de compléter l'article en donnant les références utiles à sa vérifiabilité et en les liant à la section « Notes et références ».
Mary Eugenia Charles, née le 15 mai 1919 à Pointe-Michel, Dominique, et morte le 6 septembre 2005 à Saint-Pierre, en Martinique, est une avocate et femme d'État dominiquaise. Elle fut Première ministre du 21 juillet 1980 au 14 juin 1995.

## Biographie
Eugenia Charles est née le 15 mai 1919 à Pointe-Michel, un village de pêcheurs de Dominique. Son père John Baptiste Charles était un mulâtre, planteur de citrons et d'agrumes plutôt aisé qui exportait sa production vers le Royaume-Uni et les États-Unis d'Amérique. son père était proche des thèses de l'Unia de Marcus Garvey. Eugenia suit ses études secondaires en Dominique avant de les poursuivre en Droit à l'université de Toronto puis à la London School of Economics. En 1949, elle revient en Dominique et s'inscrit au barreau, devenant la première avocate du pays en se spécialisant dans le droit commercial. En parallèle, elle continue cependant à exercer en Angleterre pendant toutes les années 1950.
Elle entre en politique dans les années 1960, en s'opposant à divers atteintes aux Droits de l'Homme commise par le Parti travailliste de la Dominique et devient une plume habituelle des rubriques de courriers des Lecteurs des journaux dominiquais. En 1968, elle participe à la fondation du Parti de la liberté de Dominique dont elle est élue leader. Elle participe aux élections législatives de 1970, mais n'est pas élue et doit se contenter d'un siège à la chambre haute du Parlement de Dominique.
En 1975, elle est élue à la chambre basse et devient aussi la Leader of the Opposition au gouvernement travailliste de Patrick John. En 1977, elle appartient à la délégation qui va discuter de l'indépendance complète de la Dominique avec le gouvernement de Londres, mais soutient des positions cherchant à garder le maximum de liens avec l'ancienne puissance coloniale. Lors des troubles marquant la fin du mandat de Patrick John, elle prend la tête du Comité de salut national et demande à ce qu'Oliver Seraphin devienne Premier ministre de la Dominique.
En 1980, elle remporte les élections générales et devient la première femme Premier ministre de la Dominique et première cheffe de gouvernement d'un État indépendant de la Caraïbe. Elle lance un programme largement pro-business en s'inspirant notamment des mesures prises par Ronald Reagan et Margaret Tatcher à qui elle est souvent comparée. Elle surmonte les difficultés à la suite de l'opération Red Dog tentée par l'ancien premier ministre Patrick John et mène alors une répression ferme envers ses opposants. En 1983, elle soutient largement l'invasion de la Grenade par les troupes américaines et apporte aussi le soutien de l'Organisation des États de la Caraïbe orientale qu'elle présidait à ce moment-là. Cette politique de soutien ferme aux États-Unis s'accompagne aussi d'une politique de travaux d'infrastructures pour développer son pays, ainsi que d'une lutte féroce contre la corruption.
Elle est alors réélue en 1985 et concentre davantage le pouvoir entre ses mains en prenant aussi en charge le ministère des Affaires étrangères. Elle est en permanence confrontée à des attaques misogynes, en particulier sur son célibat. Mais cela n'empêche pas sa réélection pour un troisième mandat en 1990, mais avec une majorité encore plus faible que les élections précédentes. La fin de l'élan des réformes anti-corruption du début de mandat et une réorientation de la politique américaine qui se désintéresse peu à peu de la zone caraïbe prive Eugenia Charles de deux piliers de sa popularité. En 1991, elle est faite Dame commandeur de l'ordre de l'Empire britannique. Elle décide de ne pas se représenter aux élections de 1995.
Elle entame alors une carrière de conférencière internationale et rejoint la Fondation Carter pour participer à des opérations de surveillance électorales et lutter contre les atteintes aux Droits de l'Homme. Le 30 août 2005, Dame Eugenia Charles est hospitalisée à Fort-de-France, en Martinique, pour une opération de remplacement de hanche, et meurt de complications le 6 septembre, à l'âge de 86 ans.